# Hamadruas severa
Hamadruas severa là một loài nhện trong họ Oxyopidae.
Loài này thuộc chi Hamadruas. Hamadruas severa được Tord Tamerlan Teodor Thorell miêu tả năm 1895.